# 士別町
士別町（しべつちょう）は、かつて北海道上川郡に存在した町である。

## 沿革
- 1906年（明治39年）4月1日 - 北海道二級町村制施行により上川郡士別村が村制施行し、士別村（しべつむら）が発足。
- 1913年（大正2年）4月1日 - 大字上士別が分離し上士別村が発足。
- 1915年（大正4年）4月1日 - 一級村に移行。
  - 11月1日 - 一級町制施行し士別町となる。
- 1954年（昭和29年）7月1日 - 上川郡上士別村、多寄村、温根別村と合併し、市制施行して士別市が成立。